# Международная естественнонаучная олимпиада юниоров
Международная естественно-научная олимпиада школьников (англ. International Junior Science Olympiad, IJSO)  — международное научное состязание для школьников не старше 15 лет. Проводится ежегодно с 2004 года в декабре. Каждая страна-участник может отправить команду, состоящую из 6 участников (две команды по 3 человека) и 3 руководителей. IJSO — одна из Международных олимпиад школьников.

## Задания
Олимпиада предполагает прохождение трёх различных испытаний (тестовый, теоретический и экспериментальные туры), которые проводятся в разные дни. От участников требуются знания физики, химии и биологии.

### Тестовый тур
На тестовом туре участникам предлагается ответить на 30 вопросов теста, из которых 10 посвящены физике, 10 — химии и 10 — биологии.

### Теоретический тур
Каждому участнику необходимо решить несколько задач по химии, физике и биологии. Все баллы от теоретического тура идут в личный зачет.

### Экспериментальный тур
В экспериментальном туре участвуют команды из трёх человек. Таким образом, каждая страна представляет обычно две команды. В качестве задания предлагается некоторый эксперимент, для выполнения которого необходимы знания и физики, и химии, и биологии. Помимо эксперимента, результаты которого обычно представляются в виде чисел, таблиц и графиков, участникам предлагается ответить на некоторое количество тестовых и/или теоретических вопросов, связанных с экспериментом. Обычно внутри одной команды происходит «разделение труда»: пока один разбирается с оборудованием, другой обсчитывает теорию, а третий решает тесты.

## Участие в олимпиадеРоссийской Федерации

### Подготовка команды

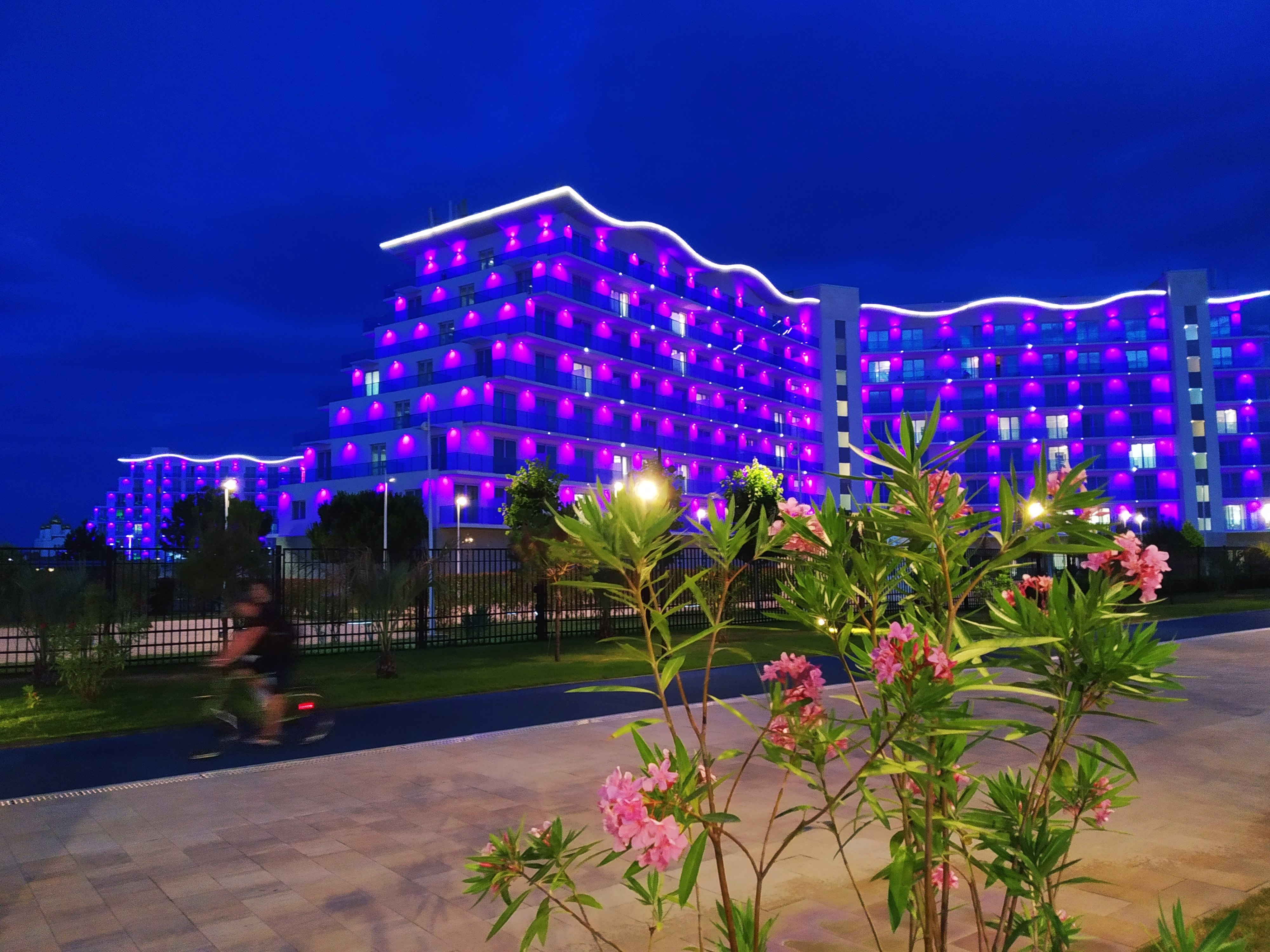
Образовательный центр Сириус

Россия принимает участие в Международной естественно-научной олимпиаде школьников с самого начала её основания. Школьники отбираются в сборную на олимпиаду из участников заключительного этапа олимпиады им. Дж. Максвелла для 8 классов (с года 2020—2021 отбор с олимпиады им. Дж. Максвелла не ведется) и Всероссийских олимпиад параллели 9-х классов, проходящих по возрасту, по физике и химии и приглашаются на первые сборы, проводимые Лабораторией по работе с одарёнными детьми МФТИ. На первые сборы, проводимые летом, приглашаются около 30 человек. По результатам этих сборов отбираются порядка 25 человек для вторых сборов, которые проходят в августе в рамках Естественнонаучной смены в ОЦ «Сириус». После вторых сборов отбираются 12 человек на третьи сборы, проходящие в октябре в МФТИ. Уже по их результатам формируется окончательная команда из 6 человек, для которых непосредственно перед самой олимпиадой устраиваются десятидневные установочные сборы в МФТИ.

### Успехи команды
Особо успешным для команды России выдался 2009 год, когда олимпиада проводилась в Азербайджане, г. Баку. На этой олимпиаде все шестеро российских учеников удостоились золотых медалей. К тому же серебряные медали за выполнение эксперимента завоевала команда в составе Арзамасского Льва (г. Калининград), Головешкина Александра (г. Москва) и Езепова Ильи (г. Москва). Однако, действительно важными достижениями для России стало завоевание двух мест: первого общекомандного и первого абсолютного (занял Езепов Илья), так как для российской команды это было впервые.
В 2010 году Российская сборная завоевала 3 золотых и 3 серебряные медали. В общекомандном зачёте Россия заняла 2 место.
В 2017 году все 6 членов сборной России получили золотые медали, Григорий Бобков стал абсолютным победителем олимпиады, и обе команды получили медали за выполнение эксперимента(золото и бронзу).
За 18 лет участия в естественно-научной олимпиаде сборной командой России было завоёвано более 140 медалей в индивидуальном и командном зачёте.  

## Страны-хозяева проведения олимпиады
- 2004 — Индонезия
- 2005 — Индонезия
- 2006 — Бразилия
- 2007 — Тайвань
- 2008 — Южная Корея
- 2009 — Азербайджан
- 2010 — Нигерия
- 2011 — ЮАР
- 2012 — Иран
- 2013 — Индия
- 2014 — Аргентина
- 2015 — Корея
- 2016 — Индонезия
- 2017 — Нидерланды
- 2018 — Ботсвана
- 2019 — Катар
- 2020 — Германия (не проводилась)
- 2021 — ОАЭ
- 2022 — Колумбия
- 2023 — Таиланд